# 坂井古都
坂井 古都（さかい こと、1991年6月25日 - ）は、日本のタレント、元アイドル。
岐阜県大垣市出身。株式会社ECP所属。アイドルグループPremonyの元メンバー。愛称は、とこたん。

## 来歴
2013年8月30日　1st DVD『ハツドリ 坂井古都』でデビュー。
2014年　日テレジェニック2014候補生に選出され「アイドルの穴」に第10週目まで出演。
2015年1月26日　サンスポアイドルリポーター SIR 4期生オーディションでグランプリを獲得。担当カラー「ラベンダー」で正式加入。
2016年2月15日　サンスポアイドルリポーター SIRを卒業。
2016年4月3日　READY TO KISSに新メンバーとして加入。
2016年7月3日　『坂井古都 生誕祭』をTwinBox AKIHABARAにて開催。
2016年7月18日　READY TO KISSを脱退。
2016年9月10日　YouTubeに「ぴっぴソウルちゃんねる」を開設し、第1作『ソウル仁川空港に出発!!○○が怖いけど行って来ます』を投稿。
2016年10月22日　秋葉原フルーツパーラー「MY FRUITS」での活動を開始。
2016年12月6日　CJ E&Mの運営するDIA TVに所属し、YouTubeを通じて韓国文化に関する情報発信を行っていくことを発表。
2017年4月16日　Premonyデビュー。新曲『スキスキス』、『MoyaMoya』、『Romantic Star』を発表。
2017年9月30日　Premony 1stシングルCD『Romantic Star』をリリース。
2018年9月13日　Premony 2ndシングルCD『Change The World』をリリース。
2018年12月10日　韓国情報発信メディアkiyomyのキュレーターとしても活動していく事を発表。
2019年7月29日　YouTubeに「とこちゃんねる」を開設し、第1作『【クラロワ】YouTube始めました【クラロワ女子】』を投稿。
2019年9月30日　新宿ReNYでのPremony 3rdワンマンライブにおいてPremonyを卒業。。

## 人物
- 駒澤大学文学部英米文学科卒業[14][15]。
- 趣味は韓国語。音楽ユニットの「少女時代」に憧れて勉強し始めたという[15]。
- 姉が1人いる[16]。
- 唐揚げが好物であり、撮影会において参加者に手作りの唐揚げを振る舞ったことがある[17]。
- K-POPのガールズグループが好き。

## 出演

### テレビ・ラジオ
- 「ラブカ」日本テレビ
- 「明日のジョシ♡」CSスカパー
- 「パックンたまご」（MBSラジオ）
- 「アイドルの穴2014～日テレジェニックを探せ!～」（2014年4月 - 6月、日本テレビ）
- 「開店!SIRのパチスキ!」（2015年7月3日 - 2016年2月12日、TOKYO MX）

### 舞台
- アリスインプロジェクト「魔銃ドナー[18]」（2015年6月24日 - 7月5日、池袋・シアターKASSAI） - 月組 坂上向日葵 役
- タタカッテシネ「第2回公演『レベル5ぐらい～イノチノカズダケあるオムニバス～』[19]」（2016年1月31日12:00の部、高田馬場・RABINEST） - ゲスト出演
- アリスインプロジェクト「陰陽よろず屋 開業中![20]」（2016年2月24日 - 28日、築地・ブディストホール） - 月組 松永夜沙乃 役
- アリスインプロジェクト「アリスインデッドリースクール・パラドックス[21]」（2016年8月11日 - 21日、池袋・シアターKASSAI） - 界原依鳴 役
- アリスインプロジェクト「戦国降臨ガール・インターナショナル TOKYO・完全版[22]」（2016年10月7日 - 10日、築地・ブディストホール） - 瑞麗 役

## 作品

### CD
- Premony「Romantic Star」（2017年9月30日発売、SOCT-0008）

1. スキスキス
2. Moya Moya
3. Romantic Star

- Premony「Change The World」（2018年9月13日発売、SOCT-0011）

1. crush on
2. キミイロ
3. Change The World

### DVD
- 「ハツドリ 坂井古都」（2013年8月30日発売、グラッソ）

### 書籍
- sabra net girls　マシェバラ スペシャル1 [sabra net e-Book]